# NGC 848
NGC 848 ist eine Balken-Spiralgalaxie mit hoher Sternentstehungsrate vom Hubble-Typ SBab im Sternbild Cetus südlich des Himmelsäquators. Sie ist schätzungsweise 178 Millionen Lichtjahre von der Milchstraße entfernt und hat einen Durchmesser von etwa 80.000 Lj.
Im selben Himmelsareal befinden sich u. a. die Galaxien NGC 833, NGC 835, NGC 838, NGC 839.
Das Objekt wurde am 11. Dezember 1885 von Ormond Stone entdeckt.